# Peciu Nou
Peciu Nou is een gemeente in het Roemeense district Timiș en ligt in de regio Banaat in het westen van Roemenië. De gemeente telt 4799 inwoners (2005).

## Geografie
De oppervlakte van Peciu Nou bedraagt 129,74 km², de bevolkingsdichtheid is 37 inwoners per km².
De gemeente bestaat uit de volgende dorpen: Diniaș, Peciu Nou, Sânmartinu Sârbesc.

## Demografie
Van de 4990 inwoners in 2002 zijn 3708 Roemenen, 113 Hongaren, 52 Duitsers, 43 Roma's en 1073 (vooral Serviërs) van andere etnische groepen.
Onderstaande figuur toont het verloop van het inwoneraantal vanaf 1880.

## Politiek
De burgemeester van Peciu Nou is Ioan Farcalau (PDL).

## Geschiedenis
In 1724 werd Peciu Nou officieel erkend.
De historische Hongaarse en Duitse namen zijn respectievelijk Újpécs en Neupetsch en Ulmbach.
Balinț · Banloc · Bara · Bârna · Beba Veche · Becicherecu Mic · Belinț · Bethausen · Biled · Birda · Bogda · Boldur · Brestovăț · Cărpiniș · Cenad · Cenei · Checea · Chevereșu Mare · Comloșu Mare · Coșteiu · Criciova · Curtea · Darova · Denta · Dudeștii Noi · Dudeștii Vechi · Dumbrava · Dumbrăvița · Fibiș · Fârdea · Foeni · Gavojdia · Ghilad · Ghiroda · Ghizela · Giarmata · Giera · Giroc · Giulvăz · Gottlob · Iecea Mare · Jamu Mare · Jebel · Lenauheim · Liebling · Lovrin · Margina · Mașloc · Mănăștiur · Moravița · Moșnița Nouă · Nădrag · Nițchidorf · Ohaba Lungă · Orțișoara · Parța · Pădureni · Peciu Nou · Periam · Pietroasa · Pișchia · Racovița · Remetea Mare · Sacoșu Turcesc · Saravale · Satchinez · Săcălaz · Secaș · Sânandrei · Sânmihaiu Român · Sânpetru Mare · Șag · Şandra · Știuca · Teremia Mare · Tomești · Tomnatic · Topolovățu Mare · Tormac · Traian Vuia · Uivar · Valcani · Variaș · Victor Vlad Delamarina · Voiteg